# Isola (Bene Vagienna)
Isola is een plaats (frazione) in de Italiaanse gemeente Bene Vagienna.